# Tweel

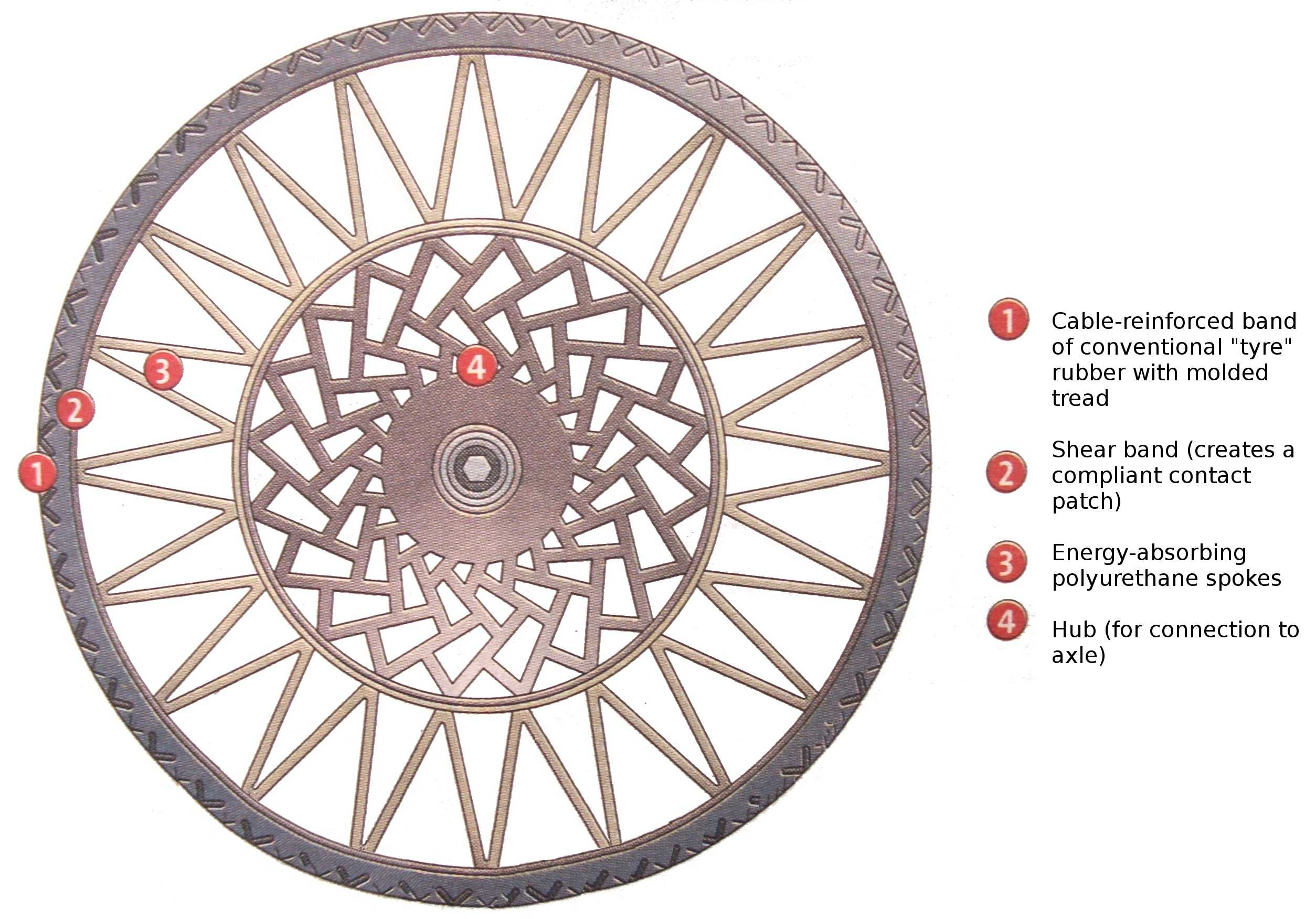
Diseño de la rueda Tweel.

Tweel (composición de los vocablos en inglés: tire (cubierta) y wheel (rueda)) es el diseño de una rueda experimental desarrollada por la compañía de neumáticos francesa Michelin. Su ventaja principal sobre los neumáticos tradicionales es que la Tweel no utiliza una cámara de aire comprimido, y por lo tanto no puede explotar o desinflarse. Tweel en cambio posee una serie de radios de poliuretano flexibles que se utilizan para soportar una cinta exterior y desempeñar el rol de absorbedores de impacto que normalmente desempeña el aire en un neumático tradicional.

## Diseño
Tweel consiste de una banda de caucho tradicional reforzada con cables de acero y con una banda de rodamiento moldeada, una banda con resistencia a los esfuerzos de corte debajo de la banda de rodamiento que produce una superficie de apoyo adecuada, y una serie de radios de poliuretano que absorben energía. Los radios rectangulares se pueden diseñar de manera de tener diversas resistencias, de forma tal que los ingenieros pueden controlar como Tweel reacciona ante diversas cargas y esfuerzos. El compartimento interior posee una matriz de estructuras plásticas deformables que se flexionan al ser sometidas a carga y recuperan su forma al retirar la carga. Modificando las dimensiones de los rayos es posible variar las características de agarre y resistencia de la rueda. La banda de rodamiento puede ser provista de una superficie con marcas similar a las que utilizan los neumáticos en la actualidad y que podría ser reemplazada cuando se desgasta.

## Ventajas y problemas
Las ventajas potenciales de Tweel incluyen la obvia seguridad y conveniencia de que nunca se desinflen los neumáticos. Eventualmente, podría tener un mejor desempeño que la de una cubierta tradicional dado que es posible realizar diseños que tengan mayor resistencia lateral para mejorar el agarre sin perder la comodidad dado que el diseño de los rayos permite ajustar las resistencias vertical y lateral en forma independiente. Los patrones de la banda de rodamiento podrían incluir agujeros para eliminar o reducir de manera significativa el hidroplaneo.  Michelin cree que esta rueda podría tener una vida útil de 2 a 3 veces más larga que la de un neumático tradicional.   Se estima que su impacto ambiental sería inferior al de los neumáticos tradicionales ya que solo sería preciso descartar una vez gastada únicamente la banda de rodamiento en vez de todo el neumático como sucede con los neumáticos tradicionales.
La Tweel posee varios problemas, el mayor de ellos es la vibración. A velocidades superiores a 80 km/h la Tweel vibra de manera considerable, lo cual produce un molesto sonido y calor. Una Tweel que se desplaza a alta velocidad genera un sonido elevado y molesto y produce 5% más fricción que una cubierta radial.

## Usos

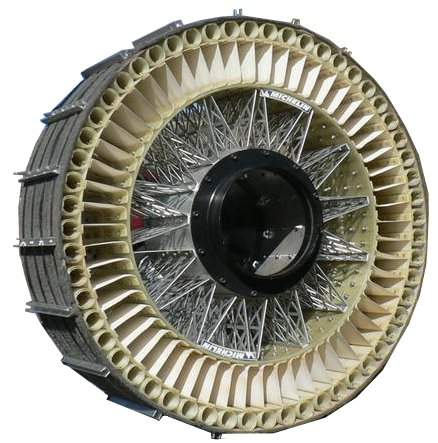
La Tweel LRI AB Scarab.

Dados los problemas que Tweel posee a velocidades elevadas, los primeros usos comerciales serían en vehículos de baja velocidad y poco peso tales como sillas de ruedas, motonetas, y otros dispositivos similares. El dispositivo iBOT y el concepto de Segway denominado Centaur fueron desarrollados con Tweels. Michelin también posee proyectos adicionales para usar Tweel en equipos pequeños para construcción, tal como una pequeña máquina cargadora frontal, para lo cual Tweel parece adecuada.
Es probable que el primer uso a gran escala sea en el ámbito militar , donde disponer de un neumático que no se puede pinchar posee ventajas considerables. Ensayos militares han mostrado que la Tweel deflecta la explosión de minas mejor que los neumáticos convencionales siendo más efectiva para proteger al vehículo frente a la explosión y la Tweel no pierede su movilidad aun si algunos radios se encuentran dañados o faltantes.
NASA ha contratado a Michelin para que desarrolle una rueda basada en Tweel para la próxima generación de Lunar Rover. Dentro de este programa Michelin ha desarrollado las ruedas AB Scarab.
En octubre del 2012, Michelin North America Inc. comenzó a comercializar la Tweel 12N16.5 X para cargadoras pequeñas utilizadas en parquización, construcción,  industrias de reciclado y agricultura.